# Jufuku-ji

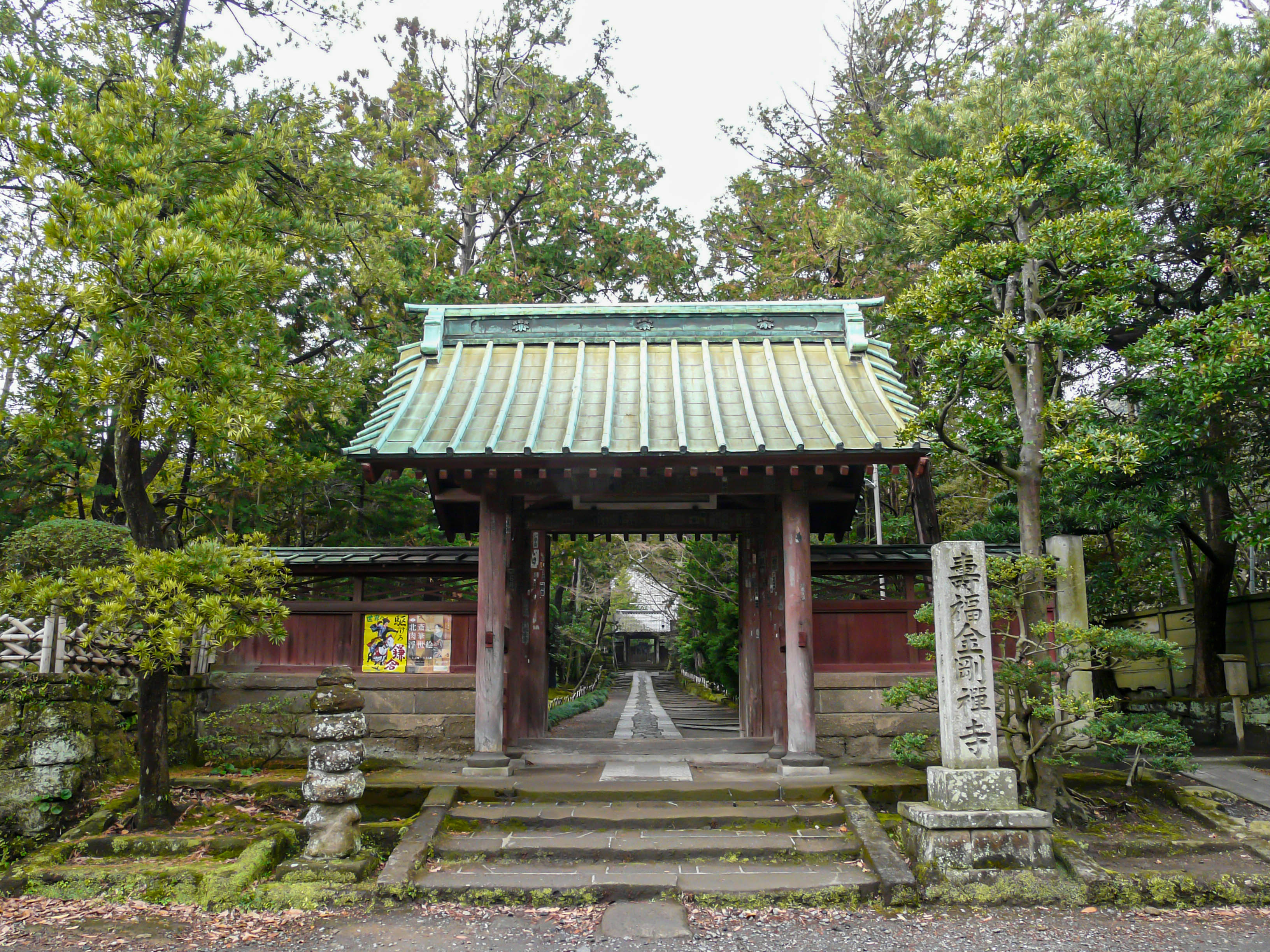
Das Haupttor (総門, sōmon) des Tempels

Der Jufuku-ji (japanisch 寿福寺) ist ein buddhistischer Tempel des Kenchō-ji-Zweigs der Rinzai-shū im Stadtteil Ōgigayatsu (扇ヶ谷) der japanischen Stadt Kamakura (Präfektur Kanagawa) und gehörte im japanischen Mittelalter zum Gozan-System.

## Geschichte
Der Tempel wurde ursprünglich im Jahr 1200 zum Gedenken von dem im Vorjahr verstorbenen ersten Kamakura-Shōgun Minamoto no Yoritomo (1147–1199) auf dem Gelände der Residenz von seinem Vater, Minamoto no Yoshitomo (1123–1160), durch seine Witwe Hōjō Masako (1156–1225) gebaut. Als erster Vorsteher wurde Eisai (1141–1215) eingesetzt. Obwohl Eisai in erster Linie ein Zen-Meister war, wurde in den ersten Jahren vorrangig eine Mischform aus esoterischem Buddhismus (密教, mikkyō) und Zen am Jufuku-ji praktiziert, weswegen gemeinhin der erst 1253 erbaute Kenchō-ji als erster reiner Zen-Tempel Kamakuras gilt.
Eisais Nachfolger am Jufuku-ji wurde Taikō Gyōyū (退耕行勇; 1163–1241), zuvor ein Priester am Shintō-Schrein Tsurugaoka Hachiman-gū. Gyōyūs Nachfolger wurde Jyakuan Jōshō (寂菴上昭; 1229–1316).
Weitere berühmte Zen-Meister, die am Jufuku-ji tätig waren, sind u. a. Enni Ben’en (1202–1280), der 1257 von Hōjō Tokiyori dorthin eingeladen wurde, und Lanxi Daolong (1213–1278).

## Bauwerke
Besondere Sehenswürdigkeiten des Tempels sind die Statuen in der zuletzt zwischen 1751 und 1763 wiederaufgebauten Haupthalle (本堂, hondō), die aber nicht öffentlich zugänglich ist. Go-honzon ist eine 2,95 Meter hohe Statue namens Kago-Shaka (籠釈迦; „Korb-Śākyamuni“, eines besonderen Herstellungsverfahrens wegen), die von zwei (gleich hohen) Statuen der Bodhisattvas Monju und Fugen flankiert wird. Weitere Statuen zeigen u. a. eine elfköpfige Kan'non, Bodhidharma, Eisai und den chinesischen Chan-Meister Zhaozhou Congshen (chinesisch 趙州從諗, Pinyin Zhàozhōu Cóngshěn, W.-G. Chao-chou Ts'ung-shen; jap. Jōshū Jūshin; 778–897).

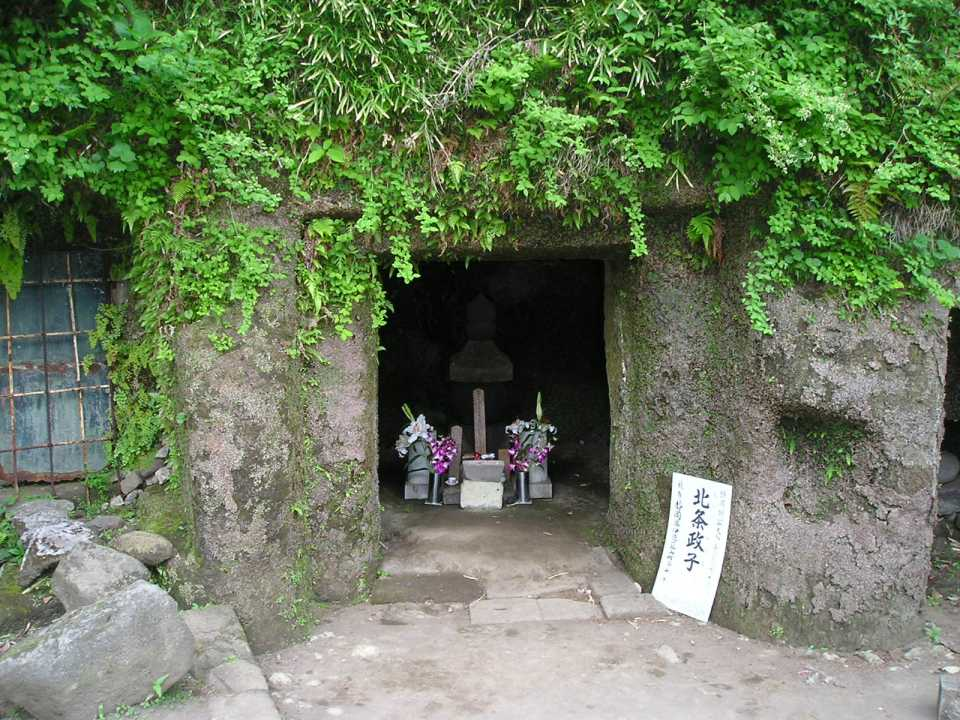
Kenotaph von Hōjō Masako

Der Friedhof auf dem Tempelgelände ist bekannt für Grabstätten einiger berühmter Persönlichkeiten. Dort befinden sich u. a. die in der späten Kamakura-Zeit entstandenen und mit fünfstöckigen Stupas (五輪塔, gorintō) ausgestatteten Grotten-Gräber (yagura) für Hōjō Masako und ihren Sohn, den dritten Kamakura-Shōgun, Minamoto no Sanetomo (1192–1219). Diese sind allerdings nur Kenotaphe. Zu den tatsächlich auf dem Friedhof beerdigten Personen gehören der Haiku-Dichter Takahama Kyoshi (高浜虚子; 1874–1959), der Schriftsteller Osaragi Jirō (大佛次郎; 1897–1973) und der Politiker und Diplomat Mutsu Munemitsu (陸奥宗光; 1844–1897).